# Bodenverbesserung (Bauwesen)
Die Bodenverbesserung ist ein geotechnisches Verfahren, bei dem Bindemittel wie beispielsweise Kalk oder Zement in den Boden eingearbeitet werden, um dessen Einbaufähigkeit und Verdichtbarkeit zu steigern. Sie ist nicht mit der Bodenverfestigung gleichzusetzen, da letztere auf eine dauerhafte Erhöhung der Tragfähigkeit und der Widerstandsfähigkeit gegen Frost abzielt.

## Zweck und Einsatzbereiche
Böden können zu feucht, bindig oder instabil sein und lassen sich dann nur schwer bearbeiten oder verdichten. Durch das Einmischen von Bindemitteln wie Kalk oder Zement wird der Wassergehalt im Boden optimiert. Überschüssiges Wasser wird gebunden, sodass sich der Boden anschließend leichter einbauen und verdichten lässt. Dadurch kommt die Bodenverbesserung in vielen Bereichen des Erdbaus und Verkehrswegebaus zum Einsatz und dient mitunter auch als Vorbereitung für eine nachfolgende Bodenverfestigung.
Während eine verbesserte Einbaufähigkeit bereits ein großer Vorteil ist, kann die Bodenverbesserung bei der Bemessung von Oberbauschichten nicht angerechnet werden, da der behandelte Boden keine hydraulisch verfestigte Tragschicht bildet. Bei der Bodenverfestigung hingegen werden die Festigkeitseigenschaften so stark erhöht, dass der Boden als verfestigte Schicht in die Dimensionierung einbezogen werden kann.
Nicht jeder Boden lässt sich erfolgreich verbessern. In manchen Fällen ist der Anteil an organischen Stoffen zu hoch oder die Bodenverhältnisse sind derart ungünstig, dass eine Bodenverbesserung nicht ausreicht. In solchen Situationen kann ein Bodenaustausch erforderlich werden, bei dem die unbrauchbare Bodenschicht durch geeigneteres Material ersetzt wird.

## Verfahren
Bei der Bodenverbesserung werden zwei unterschiedliche Verfahren unterschieden:
Baumischverfahren (mixed-in-place)
Beim Baumischverfahren wird das Bindemittel direkt auf der Baustelle in den Boden eingearbeitet. Spezielle Maschinen wie Bindemittelstreuer und Bodenstabilisierer wirken zusammen, um Kalk oder Zement in den vorhandenen Boden einzuarbeiten und dabei das überschüssige Wasser zu binden.
Zentralmischverfahren (mixed-in-plant)
Beim Zentralmischverfahren wird der Boden zunächst abgetragen und anschließend in einer Mischanlage verarbeitet. Dort erfolgt das Vermengen mit Bindemitteln, optionalen Zusatzstoffen und Wasser. Der aufbereitete Boden wird danach wieder auf die Baustelle transportiert und eingebaut.